# Castillo de Ter Worm
El castillo de Ter Worm (en neerlandés: Kasteel Ter Worm) es un castillo situado en el municipio de Heerlen, provincia de Limburgo, en los Países Bajos. El castillo es parte de la propiedad Terworm.
El edificio actual data en gran parte del siglo XVII, cuando el edificio fortificado original del siglo XV  se convirtió en una casa. Se compone de dos alas en forma de T rodeado por un foso. El edificio principal es accesible en la parte frontal a través de puente de piedra que data de 1843 que conduce a la entrada principal. 